# Barátok közt (15. évad)
A Barátok közt 15. évadát 2012. augusztus 21-től 2013. június 28-ig vetítette az RTL Klub. Ebben az évadban távozott a sorozatból többek között Németh Kristóf, R. Kárpáti Péter, Nagy Sándor és Balogh Edina; míg a főcímet kétszer is megváltoztatták.

## Az évad szereplői
- Balassa Imre (Kinizsi Ottó) (2013. január)
- Bárány Enikő (Pataki Szilvia) (2013. április-június)
- Bartha Zsolt (Rékasi Károly)
- Bartha Krisztián (Seprenyi László) (2013. március-június)
- Berényi Attila (Domokos László)
- Berényi András (R. Kárpáti Péter) (2012. augusztus-2013. január)
- Berényi Bandi (Bereczki Gergő) (2012. augusztus-2013. január)
- Berényi Claudia (Ábrahám Edit)
- Berényi Dani (Váradi Zsolt) (2013. január)
- Berényi Miklós (Szőke Zoltán)
- Berényi Tímea (Jelinek Éva)
- Berényi Zsuzsa (Csomor Csilla) (2012. augusztus-szeptember, 2013. január)
- Bokros Ádám (Solti Ádám)
- Bokros Gizella (Gyebnár Csekka)
- Bokros Linda (Szabó Kitti) (2012. augusztus-december) (Munkácsy Kata) (2013. január-június)
- Dr. Balogh Nóra (Varga Izabella)
- Fekete Alíz (Nagy Alexandra)
- Fekete Bözsi (Szilágyi Zsuzsa)
- Fekete Luca (Koller Virág)
- Fekete Szabolcs (Bozsek Márk) (2012. augusztus-2013. március, június)
- Harmathy Emma (Marenec Fruzsina) (2013. január)
- Holman Hanna (Nyári Diána)
- Illés Júlia (Mérai Katalin)
- Illés Máté (Puha Kristóf)
- Illés Péter (Barna Zsombor) (2012. augusztus-november) (Kiss Péter Balázs) (2012. november-2013. június)
- Jenes Balázs (Aradi Balázs)
- Juhász Gabi (Peller Anna) (2012. augusztus-szeptember, 2013. január)
- Kertész Géza (Németh Kristóf) (2012. augusztus-november, 2013. február-március)
- Kertész Vilmos (Várkonyi András)
- Laurik Igor (Nagy Sándor)
- Molnár Tamara (Szabó Hédi) (2013. március)
- Molnár Teó Honvéd Attila (2012. augusztus-szeptember)
- Nádor Kinga (Balogh Edina) (2012. augusztus-2013. március)
- Novák László (Tihanyi-Tóth Csaba)
- Szabó Botond és Kende (Németh Norbert és Németh Gergő) (2013. március-június)
- Szilágyi Andrea (Deutsch Anita) (2012. augusztus-szeptember, 2013. március)
- Szilágyi Oszkár (Z. Lendvai József)
- Szentmihályi Zsófia (Lékai-Kiss Ramóna)
- Vályogos Roxána (Schmidt Sára) (2013. június)
- Wu Chemg (Lee Henrik) (2013. március-április)

### Távozások
- Rada Klaudia és Kergyó Richárd, Berényi Timi és Illés Máté megformálóit kicserélték. Timit ezentúl Jelinek Éva, Mátét pedig Puha Kristóf alakítja.
- Barna Zsombor, Illés Péter alakítója tanulmányai miatt távozott. A karakter azonban nem szűnt meg, novembertől Kiss Péter Balázs alakítja Illés Pétert
- Németh Kristóf, Kertész Géza alakítója, aki 2000 óta a sorozat állandó tagja, novemberben börtönbe került. De kiengedték és drogügyletei miatt Kingával vidékre költöztek.[1]
- Szabó Kitti, Bokros Linda alakítója tanulmányai miatt távozott. A karakter azonban nem szűnik meg, 2013. január 2-ától Munkácsy Kata alakítja Bokros Lindát.
- R. Kárpáti Péter, Berényi András megformálója is, aki a kezdetek óta látható a sorozatban, 14 év után távozik, miszerint lezuhan egy magas házról, amikor Igor és verőembere összetévesztette Attilával. A döntés oka hasonló Németh Kristóf esetével: elfáradt a szereplő.
- Bereczki Gergő, Berényi Bandi alakítója Keszthelyre költözik.
- Bozsek Márk, Fekete Szabolcs alakítója Japánban turnézik, de az évadzáróban váratlanul visszatér egy limuzinnal.
- Balogh Edina, Nádor Kinga alakítója terhessége miatt távozik a sorozatból, Gézával vidékre költöztek.